# Jinichi Kusaka

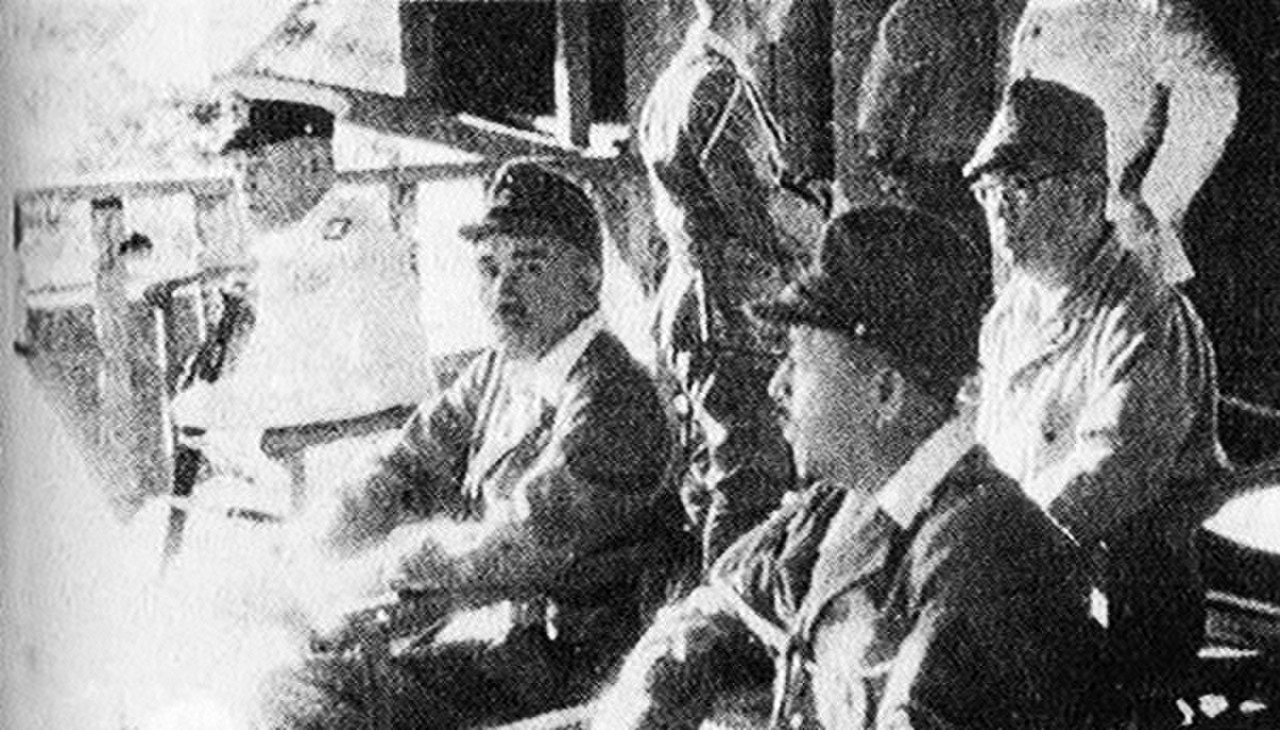
Vice-Admiraal Kusaka (in het midden) met in het wit admiraal Isoroku Yamamoto en generaal Hitoshi Imamura in april 1943 in Rabaul.

Jinichi Kusaka (Japans: 草鹿 任, Kusaka Jin'ichi) (Ishikawa, 7 december 1888 - 24 augustus 1972) was een Japans militair en zeeman. Hij was een jaar lang commandant van het slagschip Fuso. In september 1945 gaf hij als viceadmiraal en bevelhebber van de zeestrijdkrachten in Rabaul zichzelf en zijn vloot over aan de Australiërs. Generaal Hitoshi Imamura deed hetzelfde voor de daar gelegerde troepen.
Anders dan Generaal Imamura werd Jinichi Kusaka niet voor oorlogsmisdaden vervolgd.

## Militaire loopbaan
- Adelborst (海軍少尉候補生 Kaigun shōi kōhosei), Japanse Keizerlijke Marine: 19 november 1909[2]
- Luitenant ter Zee 3e klasse (海軍少尉 Kaigun-shōi), Japanse Keizerlijke Marine: 15 december 1910[2]
- Luitenant ter Zee 2e klasse (海軍中尉 Kaigun-chūi), Japanse Keizerlijke Marine: 1 december 1912[2]
- Luitenant ter Zee 2e klasse (oudste categorie) (海軍大尉 Kaigun-daii), Japanse Keizerlijke Marine: 13 december 1915[2]
- Luitenant ter zee 1e klasse (海軍少佐 Kaigun-shōsa), Japanse Keizerlijke Marine: 1 december 1921[2]
- Kapitein-luitenant ter zee (海軍中佐 Kaigun-chūsa), Japanse Keizerlijke Marine: 1 december 1921[2]
- Kapitein-ter-zee (海軍大佐 Kaigun-daisa), Japanse Keizerlijke Marine: 1 december 1936[2]
- Schout-bij-nacht (海軍少将 Kaigun-shōshō), Japanse Keizerlijke Marine: 1 december 1936[2]
- Viceadmiraal (海軍中将 Kaigun-chūjō), Japanse Keizerlijke Marine: 15 november 1940[2]

## Decoraties
- Grootofficier in de Orde van de Gouden Wouw[3]
- Grootofficier in de Orde van de Rijzende Zon[3]
- 1937 China Incident medaille[3]
- Groot Oostelijke-Aziatische Oorlogsmedaille[3]
- Badge voor Afgestudeerden van de Marine Staf College[3]
- Commandanten insigne[3]